# Samsung Galaxy S25
De Samsung Galaxy S25 is een serie high-end smartphones op basis van Android, ontwikkeld, geproduceerd en op de markt gebracht door Samsung Electronics als onderdeel van de vlaggenschipserie Galaxy S. Samen vormen ze de opvolger van de Samsung Galaxy S24-serie. De modellen S25, S25+ en S25 Ultra werden aangekondigd op 22 januari 2025 tijdens het Galaxy Unpacked-evenement in San Jose, Californië, en kwamen in de winkels op 7 februari 2025. Daarnaast werd er ook al een telefoon aangekondigd met de naam Galaxy S25 Edge, waarvan de releasedatum in het tweede kwartaal van 2025 zou zijn. Er zijn echter nog geen verdere details over deze telefoon bekend.

## Versies
De Samsung Galaxy S25-serie bestaat uit 4 verschillende modellen: de Samsung Galaxy S25, Samsung Galaxy S25+, Samsung Galaxy S25 Ultra en de Samsung Galaxy S25 Edge. 
De S25 en S25+ hebben hetzelfde schermformaat als hun voorgangers, terwijl het topmodel, de S25 Ultra, een iets groter scherm heeft. De S25+ heeft vergelijkbare hardware, maar met een groter scherm van 16,8 cm (6,7 inch). De S25 Ultra is iets groter dan zijn voorganger, met een schermformaat van 17,5 cm (6,9 inch). De S25 Ultra heeft ook afgeronde hoeken als onderdeel van zijn ontwerp, waardoor hij meer in lijn ligt met de rest van de Galaxy S-serie. De S25-smartphonereeks wordt aangestuurd door de Snapdragon 8 Elite-chipset, die, in tegenstelling tot eerdere generaties van de S-serie, in alle S25-smartphones wereldwijd zal worden gebruikt.